# (4594) Dachkova
(4594) Dachkova est un astéroïde de la ceinture principale.

## Description
(4594) Dachkova est un astéroïde de la ceinture principale. Il fut découvert le 17 mai 1980 à Nauchnyj par Lioudmila Tchernykh. Il présente une orbite caractérisée par un demi-grand axe de 2,19 UA, une excentricité de 0,14 et une inclinaison de 4,5° par rapport à l'écliptique.

## Compléments